# エドポロキング
エドポロキング（2001年2月8日 - ）は、日本の男性プロ総合格闘家。大阪府大阪市生野区出身。ROOTS GYM所属。現Rumbleヘビー級王者。

## 来歴
ナイジェリア人の父親と韓国人の母親との間に生まれる。両親とも背が高かったという。
幼少期に始めた野球では日体大柏高校在学中に通算28本塁打を記録した県内でも注目された。弟は2021年に日本航空（山梨）で甲子園に出場したエドポロ・ケイン。21歳になる2022年より「生まれ持ったフィジカルを試したい」と総合格闘技を始める。

### BreakingDown
2023年2月19日、BreakingDown7で舞杞維沙耶と対戦し、延長の末判定勝利。
2023年5月21日、BreakingDown8で喧嘩自慢・松井健と対戦し、延長の末判定勝利。

### プロデビュー
2023年、Breaking Down出場時は「お遊び程度」としており体作りや練習もあまり真剣に行わずプロ総合格闘家になるつもりはなかったが、徐々に「プロ総合格闘家として真剣に練習して飯を食べていく」という気持ちが芽生え、練習にも力を入れるようになり格闘技団体Rumbleでプロデビュー。
2023年7月2日、Rumbleでデビュー戦を行い、ヘビー級タイトルマッチで侍マークハント（※総合格闘家のマーク・ハントとは別人）と対戦し、1R1分29秒で左フックからパウンドでTKO勝利。
2024年5月26日、Rumble#3でプロデビュー戦を行い、テリー・ワガンダと対戦し、1R15秒でグラウンドパンチでTKO勝利。

### RIZIN
2024年12月31日、RIZIN初参戦となったRIZIN.49で貴賢神と対戦し、首相撲から顔への膝蹴りで効かせ左右のフックで追撃し1R KO勝利。
2025年3月30日、RIZIN.50で元DEEPメガトン級暫定王者の酒井リョウと対戦し、マウント状態からのパウンドで2RでTKO勝ち。

## 人物
- 2025年の時点で1ヶ月の食費は、毎月数十万円を超えている[14]
- RIZIN公式Youtube、エドポロキングの密着動画『Preparation』（2025）[映像 1]
- RIZIN公式YouTube、榊原信行CEOの生放送トーク番組 ゲスト：エドポロキング（2024）[映像 2]

## 戦績

### プロ総合格闘技
| 総合格闘技 戦績 | 総合格闘技 戦績 | 総合格闘技 戦績 | 総合格闘技 戦績 | 総合格闘技 戦績 | 総合格闘技 戦績 | 総合格闘技 戦績 |
| --------------- | --------------- | --------------- | --------------- | --------------- | --------------- | --------------- |
| 3 試合          | (T)KO           | 一本            | 判定            | その他          | 引き分け        | 無効試合        |
| 3 勝            | 3               | 0               | 0               | 0               | 0               | 0               |
| 0 敗            | 0               | 0               | 0               | 0               | 0               | 0               |

| 勝敗 | 対戦相手         | 試合結果                          | 大会名   | 開催年月日     |
| ○    | 酒井リョウ       | 2R 2:32 TKO（グラウンドパンチ）   | RIZIN.50 | 2025年3月30日  |
| ○    | 貴賢神           | 1R 3:22 TKO（スタンドパンチ連打） | RIZIN.49 | 2024年12月31日 |
| ○    | テリー・ワカンダ | 1R 0:15 TKO（グラウンドパンチ）   | Rumble#3 | 2024年5月26日  |

### アマチュア総合格闘技
| 勝敗 | 対戦相手       | 試合結果                         | 大会名                                              | 開催年月日    |
| ○    | 侍マークハント | 1R 1:29 TKO（左フック→パウンド） | Rumble excited ALL 【Rumbleヘビー級タイトルマッチ】 | 2023年7月2日  |
| ○    | 舞杞維沙耶     | 1分1R+延長1R終了 判定5-0         | BreakingDown7                                       | 2023年2月19日 |

### アマチュアキックボクシング
| 勝敗 | 対戦相手 | 試合結果                 | 大会名        | 開催年月日    |
| ○    | 松井健   | 1分1R+延長1R終了 判定5-0 | BreakingDown8 | 2023年5月21日 |

## 獲得タイトル
- 初代Rumbleヘビー王者(2023年)

### 試合映像
1. ↑  『【試合映像】貴賢神 vs. エドポロキング / Takakenshin vs.King Edokpolo - RIZIN.49』RIZIN公式YouTubeチャンネル、2025年。
2. ↑  『【試合映像】酒井リョウ vs. エドポロキング / Ryo Sakai vs. King Edokpolo - RIZIN.50』RIZIN公式YouTubeチャンネル、2025年。

### 補足映像
1. ↑  『【番組】RIZIN CONFESSIONS #171（※番組内で試合映像＆エドポロキングと貴賢神による試合振り返りドキュメンタリー番組）』RIZIN公式YouTubeチャンネル、2025年。
2. ↑  『【番組】RIZIN CONFESSIONS #176（※番組内で試合映像＆エドポロキングと酒井リョウによる試合振り返りドキュメンタリー番組）』RIZIN公式YouTubeチャンネル、2025年。

### 映像資料
1. ↑  『【密着】Preparation｜エドポロキング / King Edokpolo』RIZIN公式YouTubeチャンネル、2025年3月26日。
2. ↑  『榊󠄀原社長に呼び出されました 2024 → ゲスト：エドポロキング』RIZIN公式YouTubeチャンネル、2024年。